# فرناندو نینیو (بازیکن فوتبال، زاده ۱۹۷۴)
فرناندو نینیو (انگلیسی: Fernando Niño؛ زادهٔ ۱۶ سپتامبر ۱۹۷۴) بازیکن فوتبال اهل اسپانیا است.
از باشگاه‌هایی که در آن بازی کرده‌است می‌توان به باشگاه فوتبال الچه، باشگاه ورزشی رئال مایورکا و باشگاه فوتبال خرز اشاره کرد.